# 萨韦尔讷
萨韦尔讷（法語：Saverne，法語發音：[savɛʁn] ⓘ），法国东北部城市，大东部大区下莱茵省的一个市镇，同时也是该省的一个副省会，下辖萨韦尔讷区，其市镇面积为26.01平方公里，2022年1月1日时人口数量为11323人，在所有法国城市中排名第874位。
萨韦尔讷位于下莱茵省西部偏北，孚日山脚下，在行政上与摩泽尔省接壤，文化上则属于阿尔萨斯与洛林两地的交界处，被称为“阿尔萨斯的洛林”，因境内的多处城堡而闻名。现为一个区域性的工商业中心和交通枢纽，巴黎－斯特拉斯堡铁路由此通过。

## 地名来源
“萨韦尔讷”一名出现于公元5世纪末，最初的写法为。

## 历史

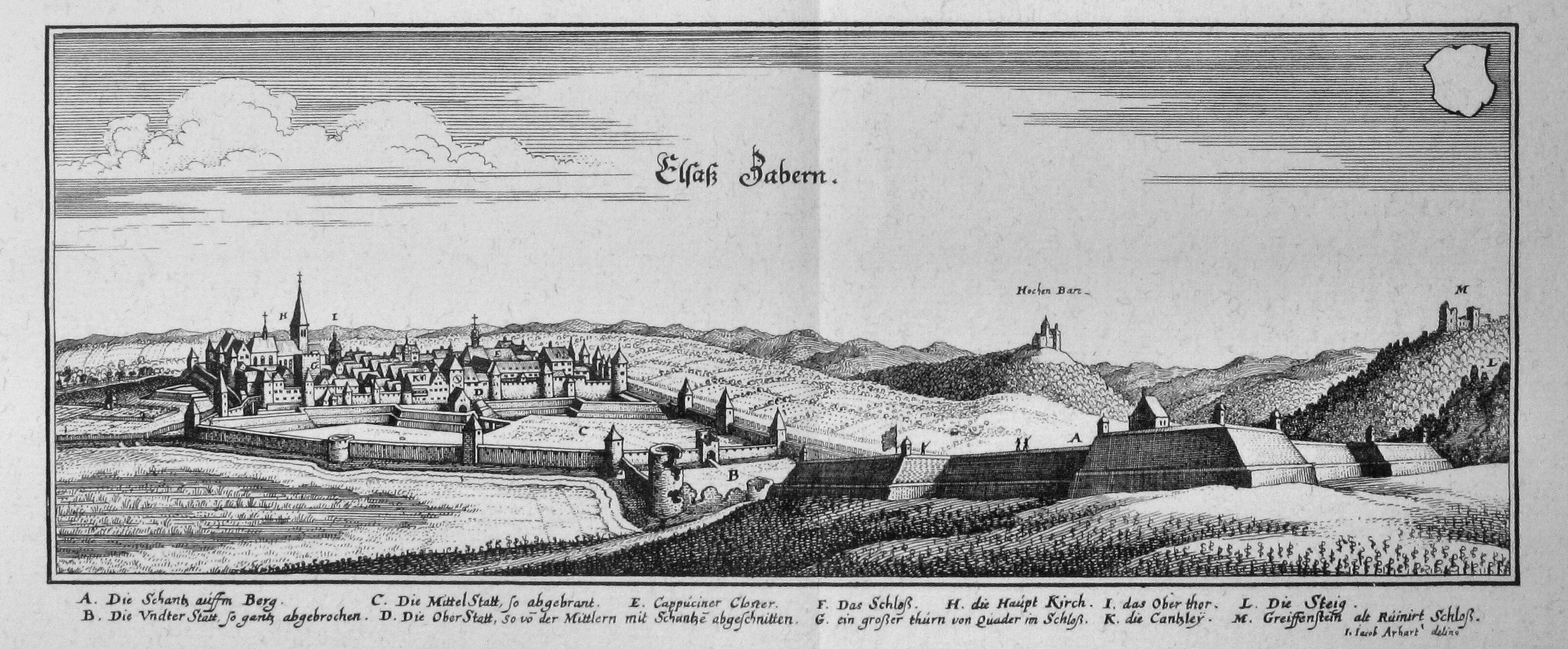
1663年的萨维尔讷

萨韦尔讷历史悠久，在高卢时期为梅迪奥马特里克人的活动范围，是迪沃杜鲁姆（Divodurum，今梅斯）和阿根托拉图姆（Argentoratum，今斯特拉斯堡）之间的一处要塞，其附近出现了多处村庄。公元3世纪时，萨韦尔讷出现了一座城堡，但此后却长期缺乏对于该地的记载。12世纪后，萨韦尔讷逐渐成为阿尔萨斯的一部分，斯特拉斯堡主教曾在此建立教堂。1394年，在迪斯特的纪尧姆一世的支持下，萨韦尔讷成为一座主教城，并获得了一些行政和司法权力。1524年，阿尔萨斯-洛林农民起义对萨韦尔讷造成了较为严重的破坏，最终在洛林公爵的镇压下才逐渐得以平缓。18世纪时，萨韦尔讷被罗昂家族（Rohan）统治，后者在此地修建了大型城堡，萨韦尔讷也由此被称为“阿尔萨斯的凡尔赛”（Versailles alsacien）。法国大革命后，萨韦尔讷成为下莱茵省的一个地区行署，后成为副省会。途径萨韦尔讷的巴黎－斯特拉斯堡铁路及马恩－莱茵运河分别与1851年和1853年建成。普法战争结束后，萨韦尔讷所在的阿尔萨斯及洛林地区被普鲁士军队占领。1913年，当地发生萨韦尔讷事件，普鲁士军官金特·冯·福斯特纳（Günther von Forstner）对阿尔萨斯居民发表歧视性言论，造成了当地群众的不满，最终引发大规模的游行示威。二战后，萨韦尔讷逐渐发展成为斯特拉斯堡西部的一座远郊卫星城。

## 地理

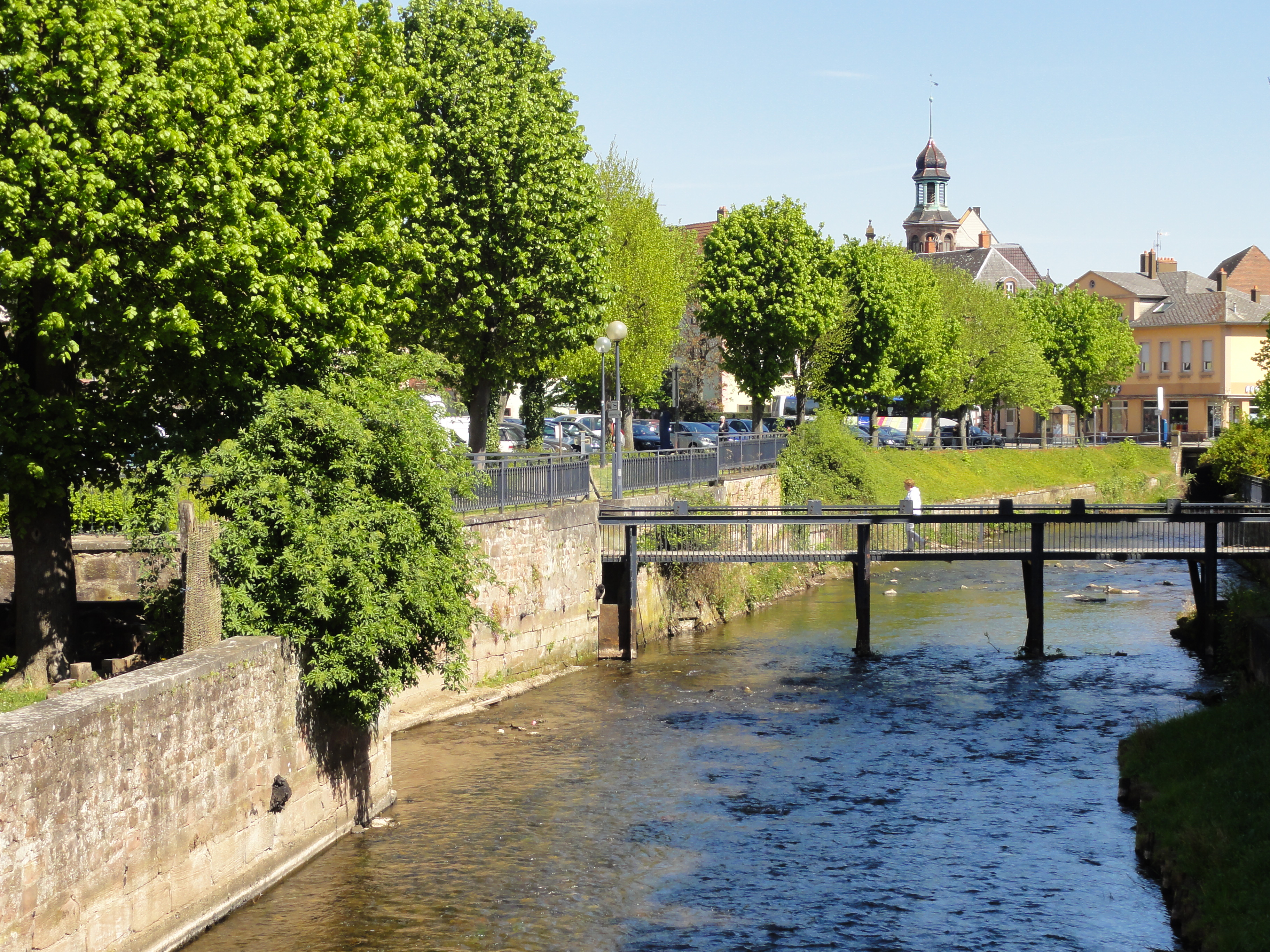
流经萨韦尔讷市区的佐恩河

萨韦尔讷位于法国东北部，大东部大区东北部和下莱茵省西部偏北，距离省会斯特拉斯堡大约39公里。与萨韦尔讷接壤的市镇包括：奥特斯塔勒、达讷和卡特尔旺、埃卡茨维莱尔、菲尔绍森、戈特努斯、埃根、蒙斯维莱、奥泰尔斯维莱、什韦奈姆、瓦尔多尔维赛姆。

### 地形
萨韦尔讷位于孚日山脉的一处山口附近，境内可分为西侧山地和东侧山前冲积平原两大地形区，全境海拔在177到463米之间，其中最高峰萨韦尔讷岭在地质学上被认为是巴黎盆地与莱茵河谷的分界线之一。

### 水文
佐恩河自西向东流经境内，该河是莱茵河的一条二级支流；马恩－莱茵运河与之大致平行，通过船闸控制水量。

### 植被
萨韦尔讷属于温带落叶林区，西侧山地普遍被树林覆盖，而东侧亦有森林分布。

### 气候
萨韦尔讷在柯本气候分类法中属于温带海洋性气候，但因距离海岸线相对较远，故又带有一定的大陆性特征。
萨韦尔讷境内设有气象站，以下为该气象站的数据（其中日照数据取自斯特拉斯堡）：
| 萨韦尔讷1981年－2019年 | 萨韦尔讷1981年－2019年 | 萨韦尔讷1981年－2019年 | 萨韦尔讷1981年－2019年 | 萨韦尔讷1981年－2019年 | 萨韦尔讷1981年－2019年 | 萨韦尔讷1981年－2019年 | 萨韦尔讷1981年－2019年 | 萨韦尔讷1981年－2019年 | 萨韦尔讷1981年－2019年 | 萨韦尔讷1981年－2019年 | 萨韦尔讷1981年－2019年 | 萨韦尔讷1981年－2019年 | 萨韦尔讷1981年－2019年 |
| 月份                   | 1月                    | 2月                    | 3月                    | 4月                    | 5月                    | 6月                    | 7月                    | 8月                    | 9月                    | 10月                   | 11月                   | 12月                   | 全年                   |
| ---------------------- | ---------------------- | ---------------------- | ---------------------- | ---------------------- | ---------------------- | ---------------------- | ---------------------- | ---------------------- | ---------------------- | ---------------------- | ---------------------- | ---------------------- | ---------------------- |
| 历史最高温 °C（°F）    | 16.6 (61.9)            | 19.5 (67.1)            | 22.8 (73.0)            | 28.8 (83.8)            | 31.8 (89.2)            | 34.7 (94.5)            | 36 (97)                | 38.1 (100.6)           | 32.3 (90.1)            | 27.1 (80.8)            | 20 (68)                | 18.7 (65.7)            | 38.1 (100.6)           |
| 平均高温 °C（°F）      | 3.3 (37.9)             | 4.9 (40.8)             | 9.4 (48.9)             | 13.7 (56.7)            | 18.2 (64.8)            | 21.6 (70.9)            | 23.7 (74.7)            | 23.4 (74.1)            | 19.1 (66.4)            | 13.7 (56.7)            | 7.5 (45.5)             | 4.1 (39.4)             | 13.6 (56.5)            |
| 日均气温 °C（°F）      | 1 (34)                 | 2 (36)                 | 5.8 (42.4)             | 9.3 (48.7)             | 13.6 (56.5)            | 16.7 (62.1)            | 18.9 (66.0)            | 18.7 (65.7)            | 14.9 (58.8)            | 10.4 (50.7)            | 5 (41)                 | 1.9 (35.4)             | 9.9 (49.8)             |
| 平均低温 °C（°F）      | −1.4 (29.5)            | −0.9 (30.4)            | 2.2 (36.0)             | 4.9 (40.8)             | 9 (48)                 | 11.9 (53.4)            | 14.1 (57.4)            | 13.9 (57.0)            | 10.7 (51.3)            | 7 (45)                 | 2.5 (36.5)             | −0.3 (31.5)            | 6.1 (43.0)             |
| 历史最低温 °C（°F）    | −18.6 (−1.5)           | −22 (−8)               | −13.7 (7.3)            | −5.5 (22.1)            | −1.8 (28.8)            | 3 (37)                 | 4.9 (40.8)             | 4.7 (40.5)             | 0.4 (32.7)             | −6 (21)                | −10.3 (13.5)           | −16.9 (1.6)            | −22 (−8)               |
| 平均降水量 mm（）      | 68.9 (2.71)            | 65.5 (2.58)            | 72.2 (2.84)            | 59.7 (2.35)            | 83.7 (3.30)            | 75.9 (2.99)            | 77.8 (3.06)            | 69.4 (2.73)            | 77.6 (3.06)            | 91.4 (3.60)            | 77.2 (3.04)            | 93.4 (3.68)            | 912.7 (35.93)          |
| 月均日照時數           | 58.1                   | 83.8                   | 134.8                  | 180                    | 202.5                  | 223.8                  | 228.6                  | 219.6                  | 164.5                  | 98.7                   | 55.3                   | 43.1                   | 1,692.8                |
| 来源：infoclimat.fr    |                        |                        |                        |                        |                        |                        |                        |                        |                        |                        |                        |                        |                        |

## 行政区划
萨韦尔讷是法国大东部大区下莱茵省的一个市镇，编号为67437，它也是下莱茵省的一个副省会。萨韦尔讷下辖萨韦尔讷区，管理萨韦尔讷县，同时也是萨韦尔讷地区市镇公共社区的办公驻地。
法国国家统计与经济研究所（简称）在进行数据统计时，将萨韦尔讷及相邻的另外7个市镇设为萨韦尔讷城市核心区和萨韦尔讷城市区。同时，还将萨韦尔讷市镇分为了6个“块区”（IRIS），以便于统计人口分布情况。

## 交通

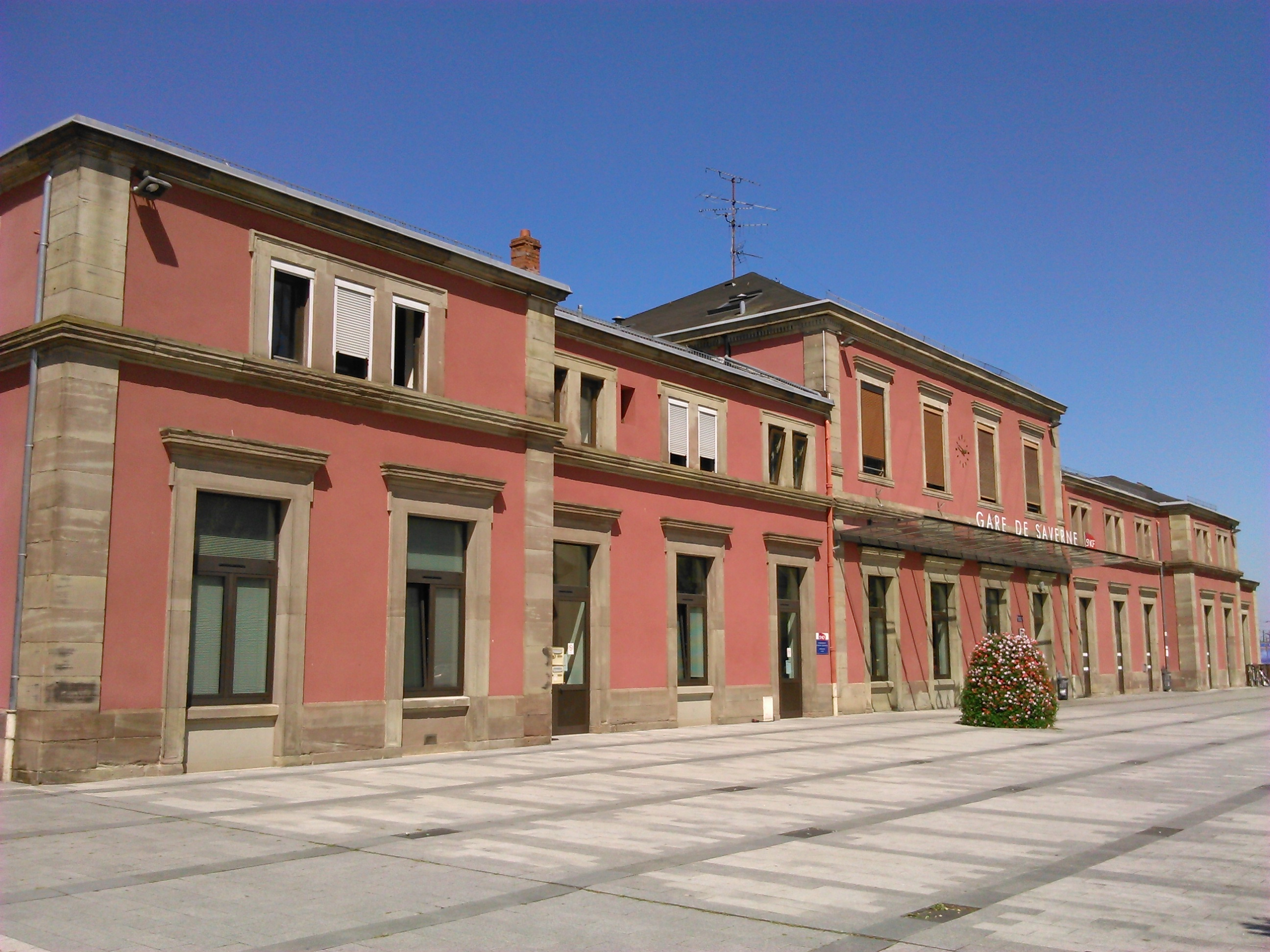
萨韦尔讷火车站主站房

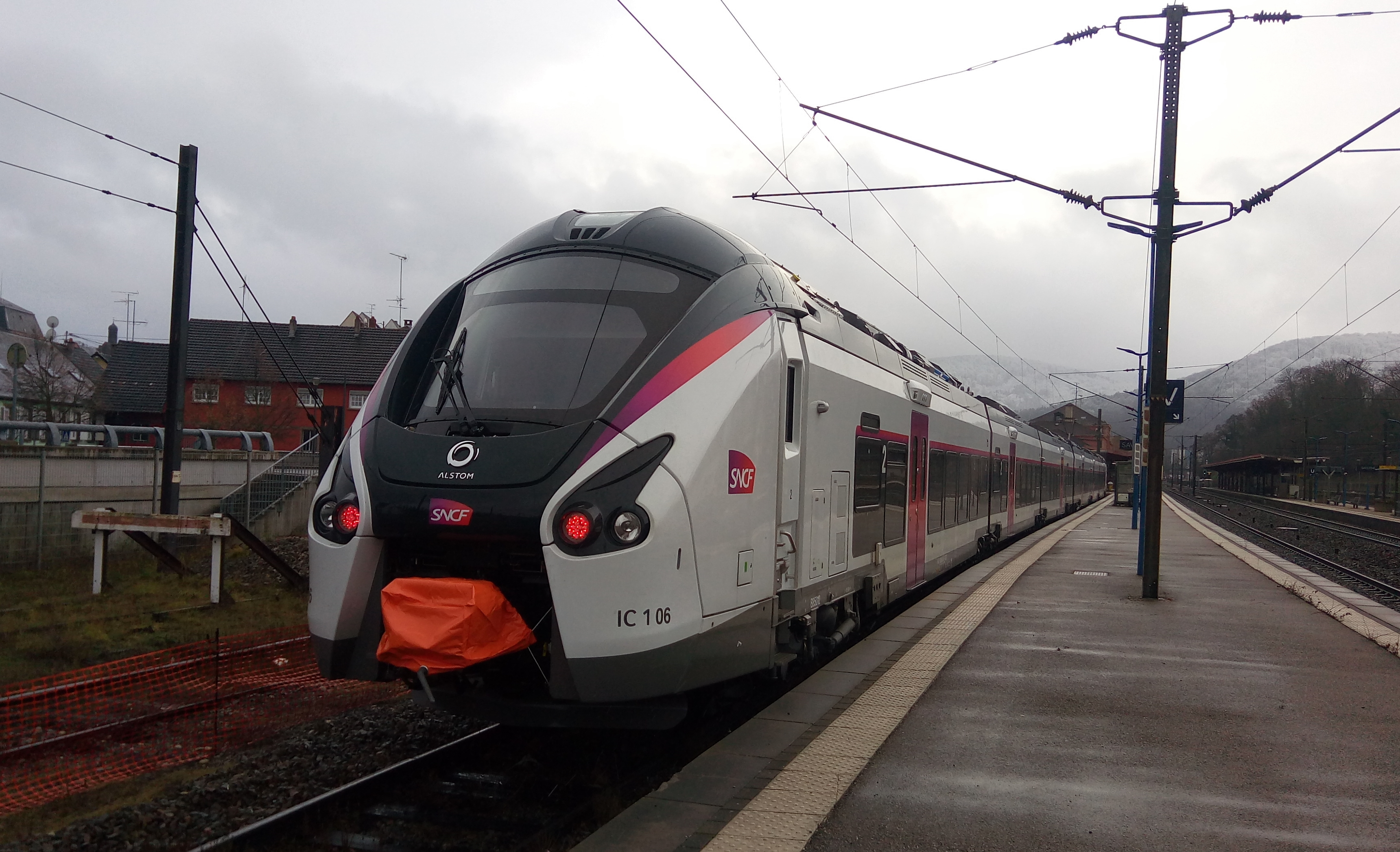
萨韦尔讷站内停靠的一辆区域列车

### 公路
法国A4高速公路经过萨韦尔讷北郊，通过45号出入口与市区相连，此外多条下莱茵省省道在萨韦尔讷境内交汇。大东部大区公共交通开行前往阿格诺、瓦斯洛讷、萨尔于尼翁等地的城际客运线路，另有校车线路可前往周边部分市镇。
2016年，68.6%的萨韦尔讷家庭拥有至少一辆的私人汽车。同年，萨韦尔讷境内共发生各类交通事故2起，造成2人受伤。

### 铁路
萨韦尔讷位于巴黎－斯特拉斯堡铁路的正线上，历史上还有塞莱斯塔－萨韦尔讷铁路在此交汇，后者于1969年部分关闭。萨韦尔讷站位于市区中部，该站停靠以下线路的列车：
- 巴黎—萨韦尔讷—斯特拉斯堡，高速列车，每天往返一班
- 巴黎—萨韦尔讷—斯特拉斯堡，区域列车，每天往返一班
- 南锡/梅斯—萨韦尔讷—斯特拉斯堡，区域列车，每天往返超过10班
- 萨韦尔讷—斯特拉斯堡，区域列车，每天往返超过10班，停靠沿途所有车站

法国高速铁路东线从萨韦尔讷市区北部通过，以萨韦尔讷命名的隧道是该铁路建设中的控制性工程。

### 航空
距离萨韦尔讷最近的民用航空站为斯特拉斯堡-恩赛姆机场，距离萨韦尔讷市中心的公路里程约37公里。

### 城市公共交通
萨韦尔讷市区暂无城市公共交通系统。

## 政治

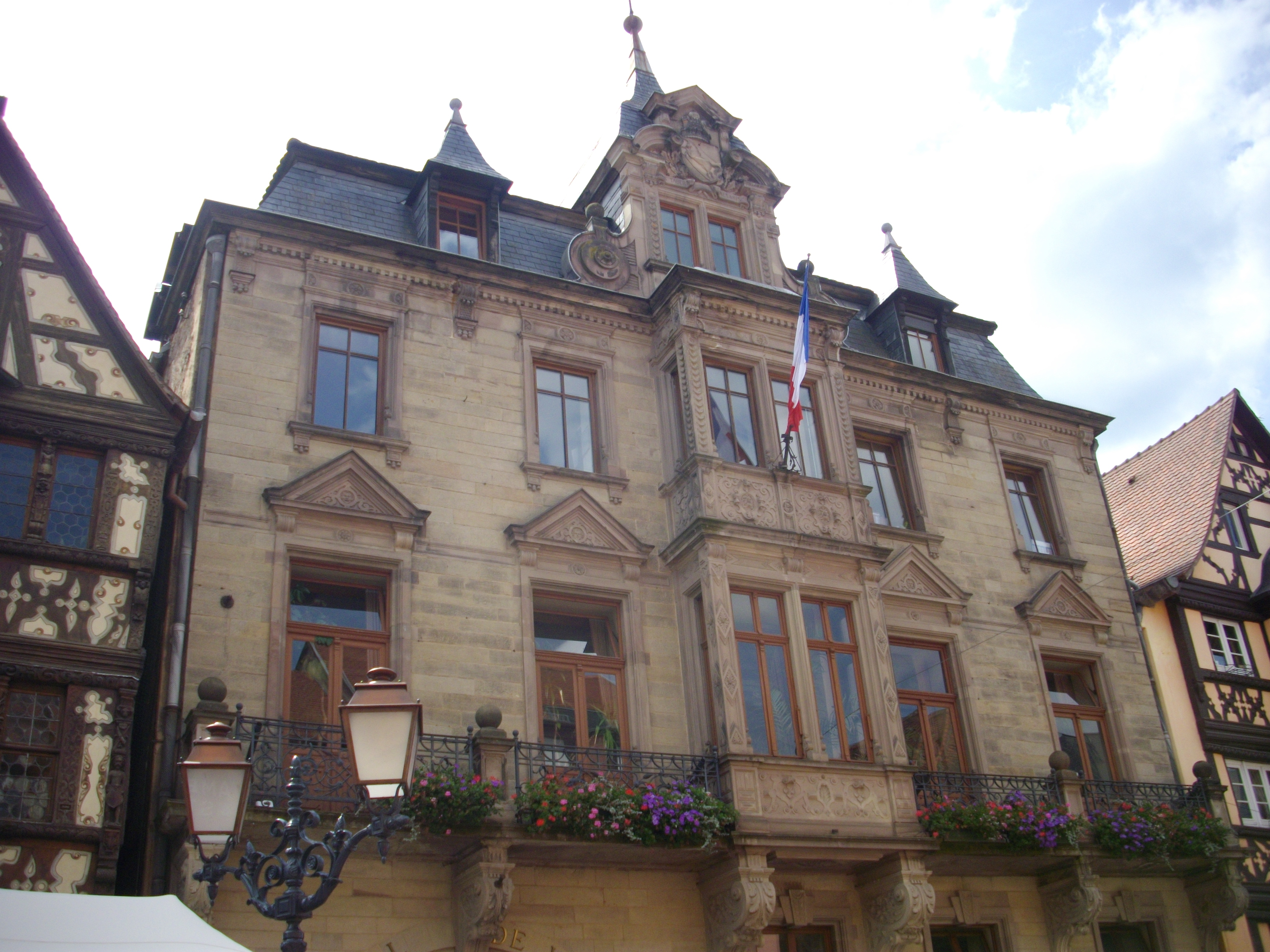
萨韦尔讷市政厅

萨韦尔讷的现任市长为斯特凡纳·莱恩贝格尔先生（Stéphane Leyenberger），他是共和党的一名成员，在2014年的市政选举中获得了52.52%的支持率。
在2017年的法国总统大选中，法国第25任总统埃马纽埃尔·马克龙在萨韦尔讷获得了70.62%的支持率。
| 萨韦尔讷历届市长 |                     |                                  |
| 任期             | 市长                | 党派                             |
| 1944年－1956年   | 埃内斯特·梅耶尔     | 不详                             |
| 1956年－1977年   | 约瑟夫·沃尔夫       | MRP人民共和运动 →CD法国民主中心  |
| 1977年－2001年   | 阿德里安·泽勒       | UDF法国民主联盟 →CDS社会民主中心 |
| 2001年－2008年   | 蒂埃里·卡比纳       | UDF法国民主联盟 →MoDem民主运动   |
| 2008年－2013年   | 埃米尔·布莱西格     | UMP人民运动联盟                  |
| 2013年－         | 斯特凡纳·莱恩贝格尔 | UMP人民运动联盟 →LR共和黨        |

## 人口
2017年，萨韦尔讷市镇人口数量为11,239，在法国排名第874位。其中男性5,386人，女性5,765人，75岁及以上人口占9.7%，外籍人口数量为1,041人，人口密度为432人/平方公里，当地居民被称为（男性）或（女性）。2018年，萨韦尔讷境内出生120人，死亡人口143人。
| 年份   | 1936  | 1946  | 1954  | 1962  | 1968  | 1975   | 1982   | 1990   | 1999   | 2006   | 2011   | 2016   | 2017   |
| ------ | ----- | ----- | ----- | ----- | ----- | ------ | ------ | ------ | ------ | ------ | ------ | ------ | ------ |
| 人口數 | 9,141 | 8,869 | 8,682 | 9,056 | 9,682 | 10,170 | 10,327 | 10,278 | 11,201 | 11,907 | 11,685 | 11,151 | 11,239 |

## 经济

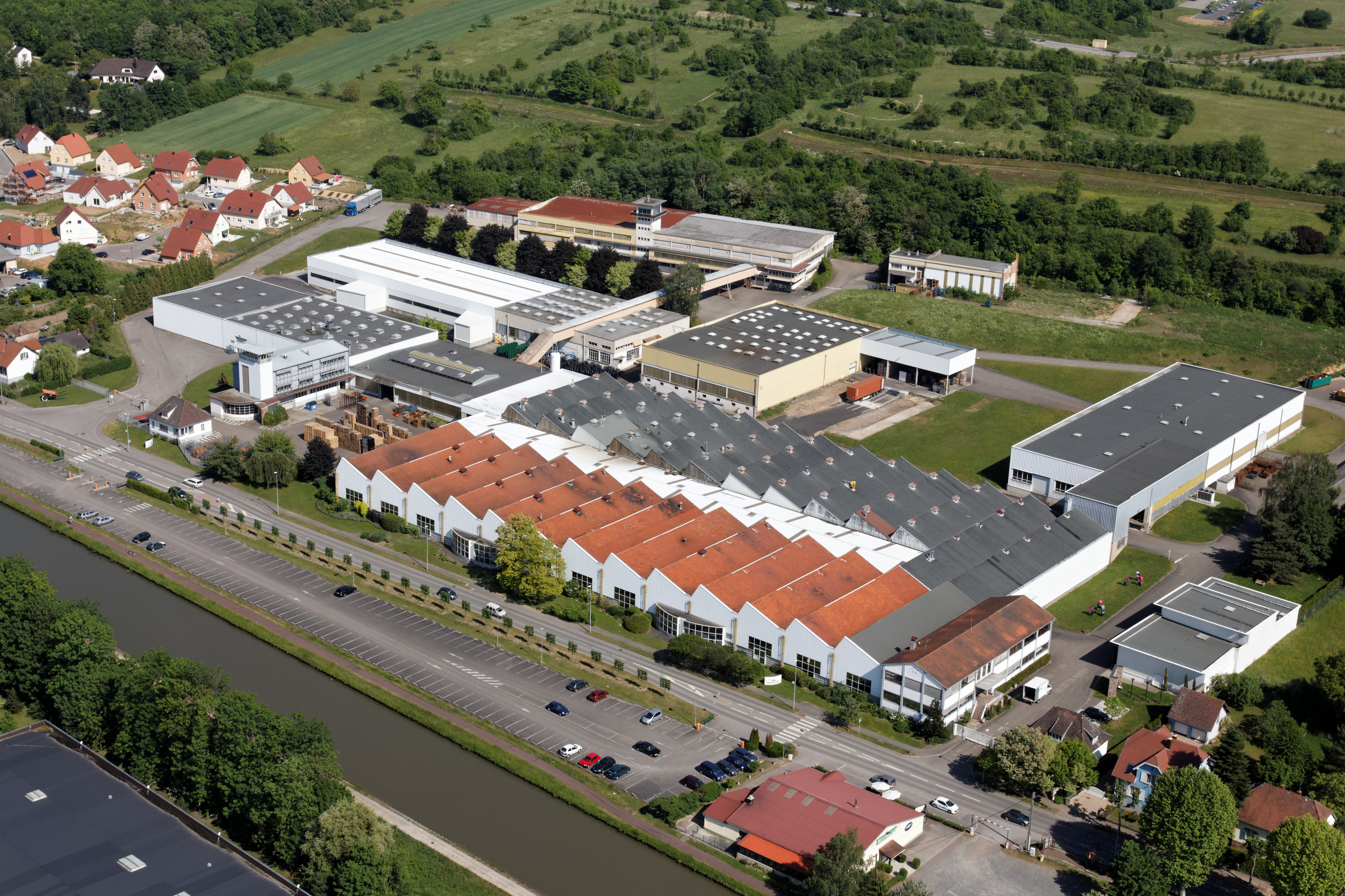
萨韦尔讷境内的一处工厂厂房

萨韦尔讷是一个区域性的工业城市，当地共有各类用人单位1,878家，平均历史为16年，行政、医疗及社会服务是当地的主要就业岗位类型。

## 财政收入
2018年，萨韦尔讷的财政收入总额为13,120,600欧元，财政支出总额为11,935,700欧元，当年的债务总额为13,027,900欧元。
2014年，萨韦尔讷的人均收入总额为2,547欧元，其中高职人员为4,864欧元，普通职员为1,897欧元。
2016年，萨韦尔讷境内的青壮年（15至64岁）失业率为15.4%，当地44.5%的家庭拥有纳税资格。

## 社会事务

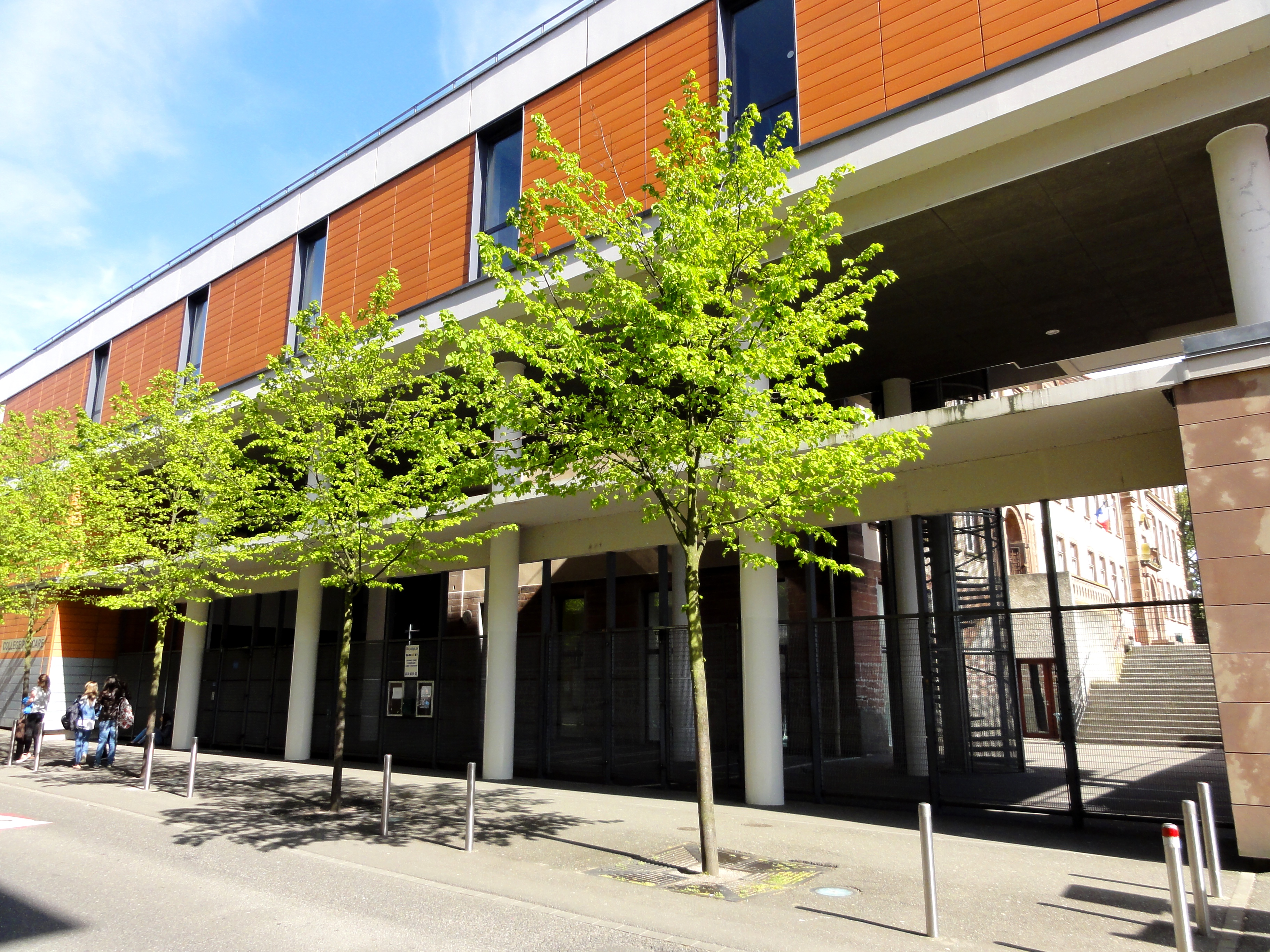
萨韦尔讷境内的一处初级中学

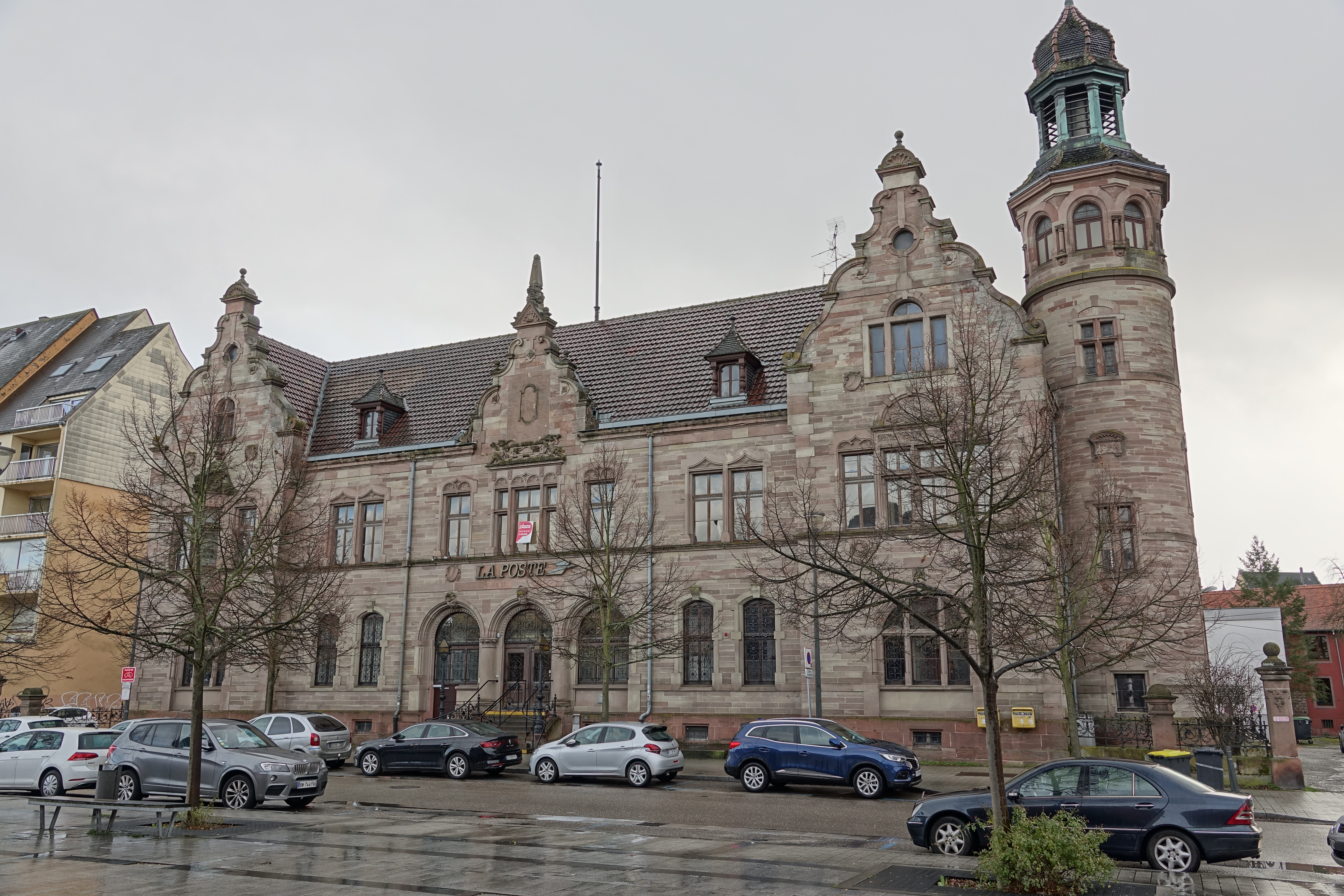
萨韦尔讷邮局

### 教育
萨韦尔讷属于斯特拉斯堡学区。截止2018年1月1日，萨韦尔讷境内共有5所幼儿园、2所小学、2所初级中学、2所普通高中和2所职业高中。2018至2019学年度，萨韦尔讷境内共有在校中小学生2,539名。

### 医疗
截止2018年1月1日，萨韦尔讷境内共有全科医生18名、保健师18名、牙医19名、护士18名、耳科医生2名、眼科医生4名、皮肤科医生3名、助产士4名、儿科医生1名和妇科医生1名。境内共有药房5家，养老院2家，残疾人帮扶中心4家。
萨韦尔讷中心医院，全名为“萨韦尔讷圣卡特里娜中心医院”（Centre Hospitalier Sainte-Catherine）位于萨韦尔讷市区，设有床位361个，是当地规模最大的公立综合性医院。

### 住房
2016年，萨韦尔讷境内共有各类住房6,196套，其中84.8%为常住房屋。集中式居民区主要分布在市区东南部的佩皮尼耶尔广场（Place de la Pépinière）四周。

### 商业
2017年，萨韦尔讷境内共有各类商铺910家，其中餐饮服务类376家。市区东部建有大型开放式商业街区。

### 体育
2018年，萨韦尔讷境内共有1家游泳池、5间健身房、1座综合体育场、9处网球场、1处马术场、4处足球或橄榄球场以及5处篮球或排球场。
萨韦尔讷足球俱乐部（FC Saverne）是当地的一支足球队，2020至2021赛季参加区域性的足球联赛。

### 环境
萨韦尔讷的环境事务由其所属的公共社区负责。2017年，萨韦尔讷境内共有4家污染企业。

### 治安
2014年，萨韦尔讷及附近地区共发生各类案件2,506起，其中盗窃类案件1,332起，经济类案件275起，毒品交易类案件151起。

## 文化
2018年，萨韦尔讷境内共有1个剧场、1个电影院和1个博物馆，当地市政府提供多媒体中心，常年向公众开放。

### 建筑
萨韦尔讷因境内的多处城堡而闻名，被称为“阿尔萨斯的凡尔赛”，其中萨韦尔讷城堡现为萨韦尔讷区政府驻地，格赖芬施泰因城堡、上巴尔城堡和奥贝奥夫城堡等是当地的代表性建筑物。

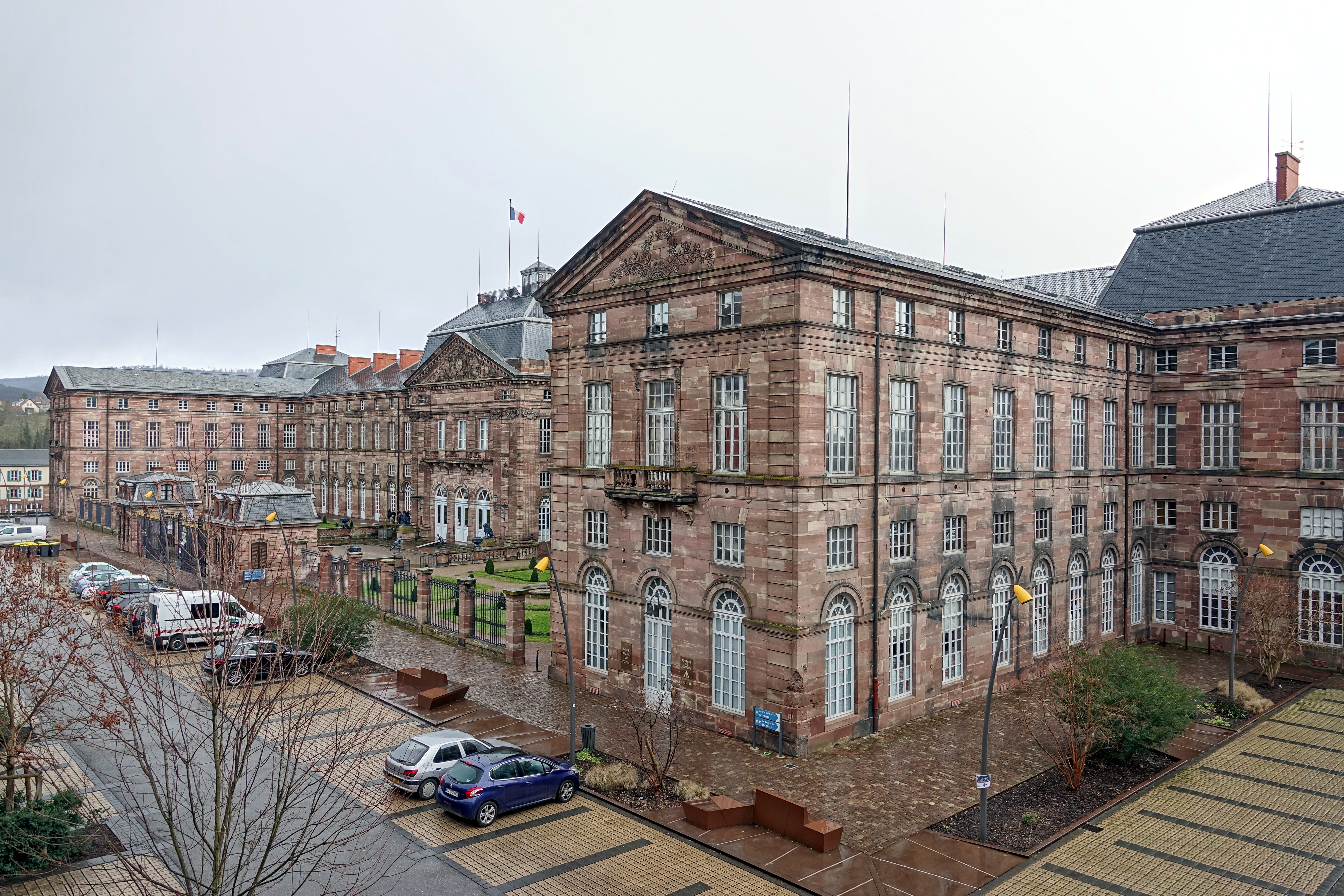
萨韦尔讷城堡
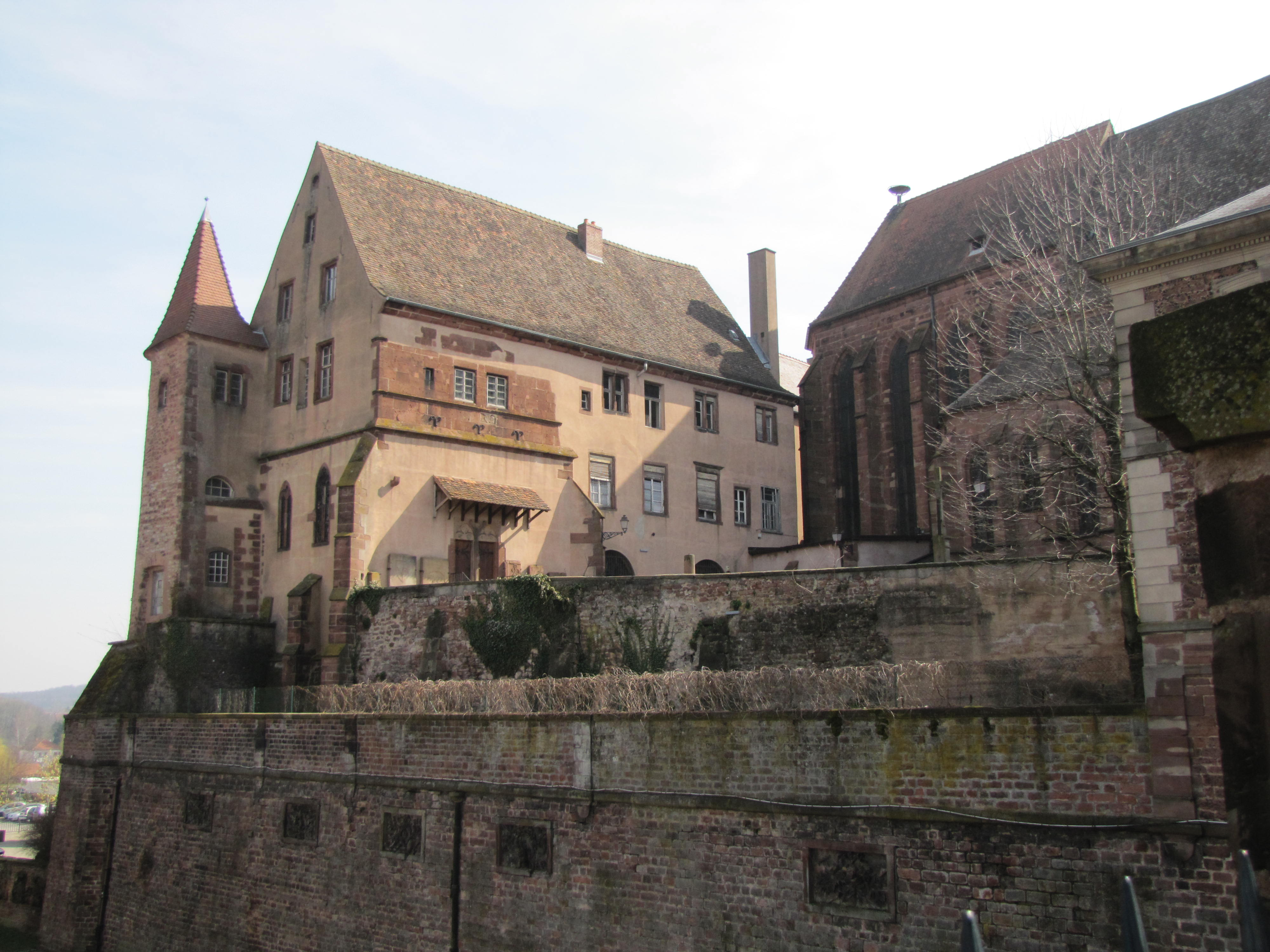
奥贝奥夫城堡
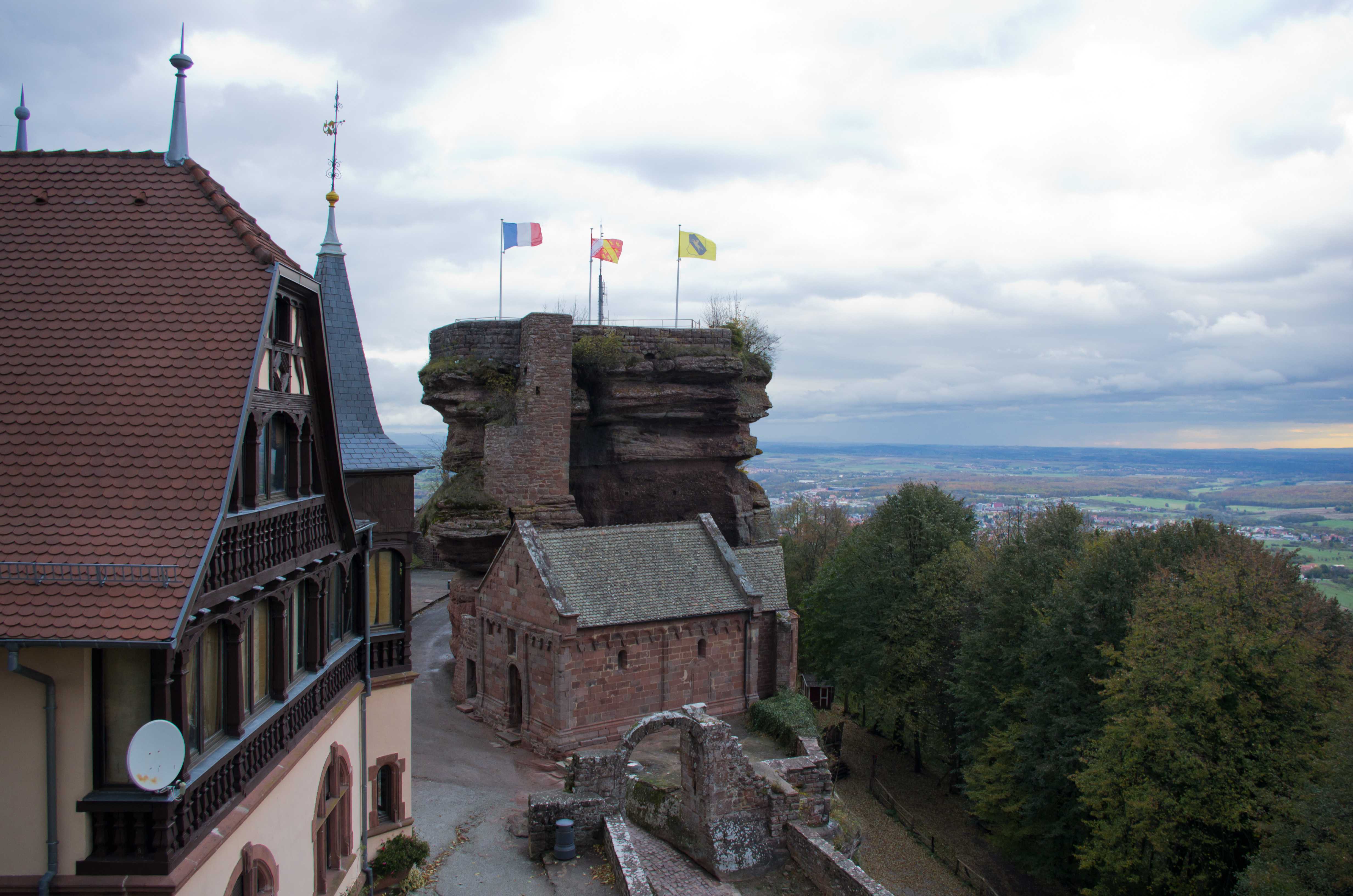
上巴尔城堡
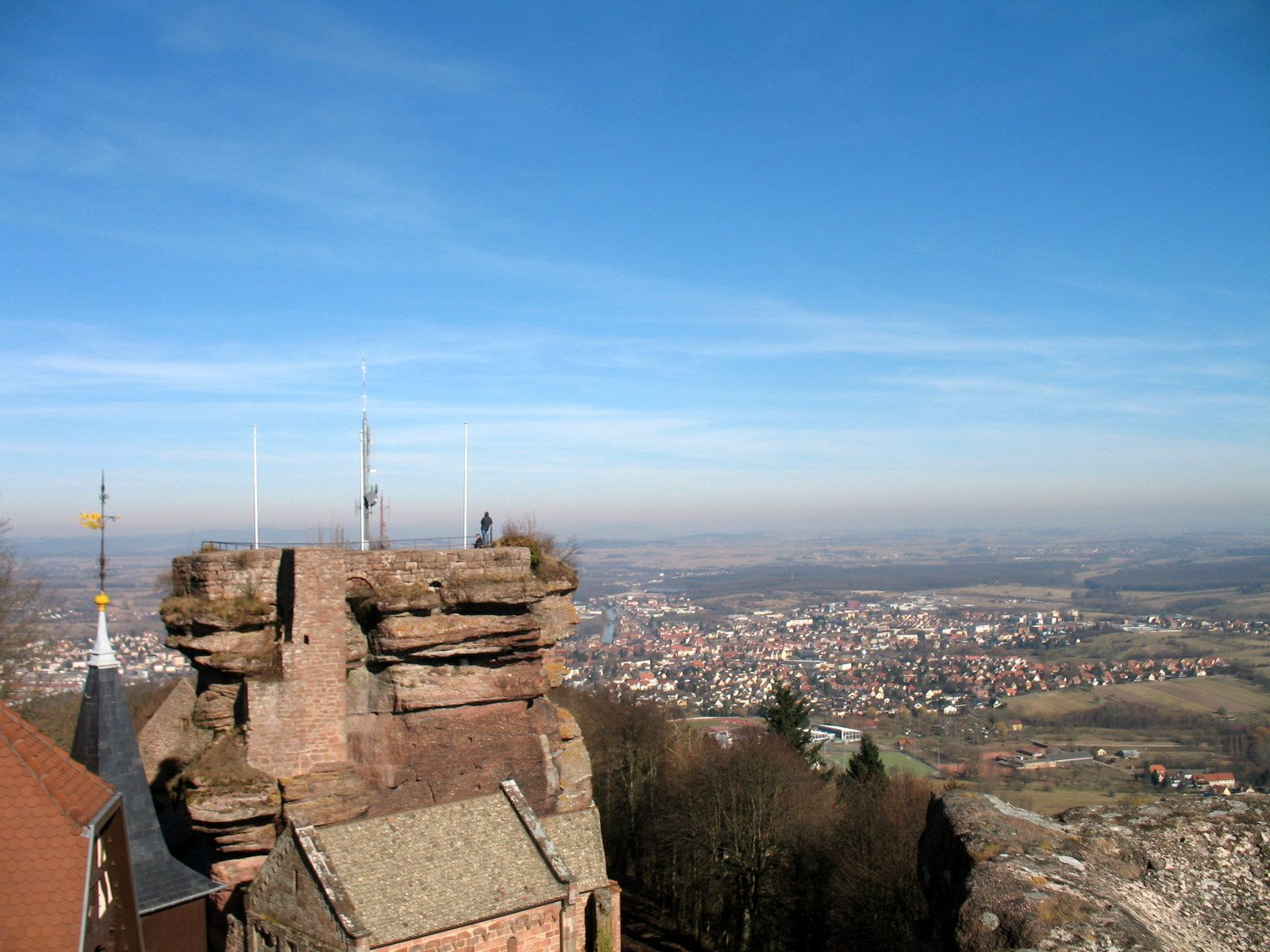
眺望上巴尔城堡及萨韦尔讷
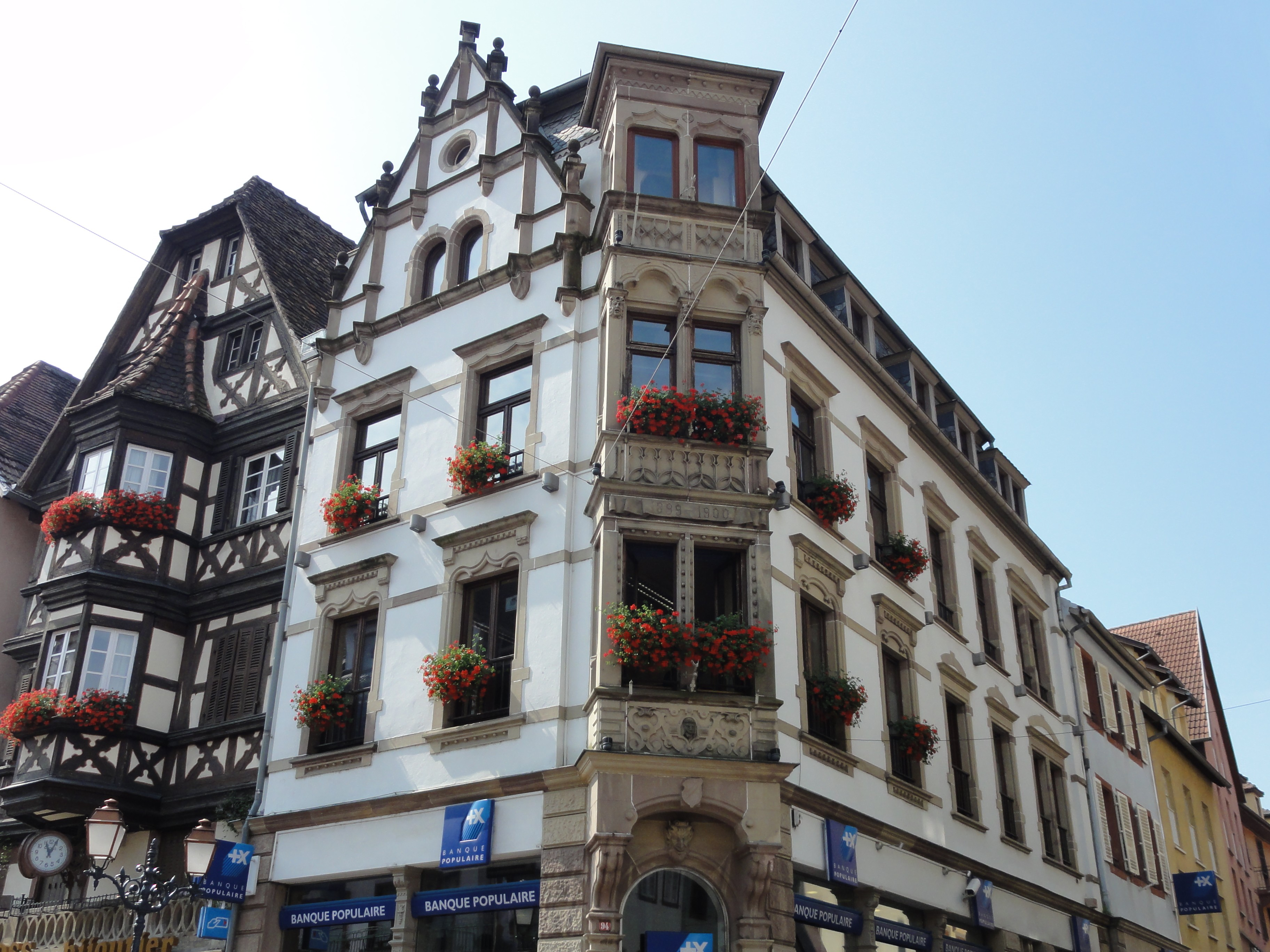
老城传统民居
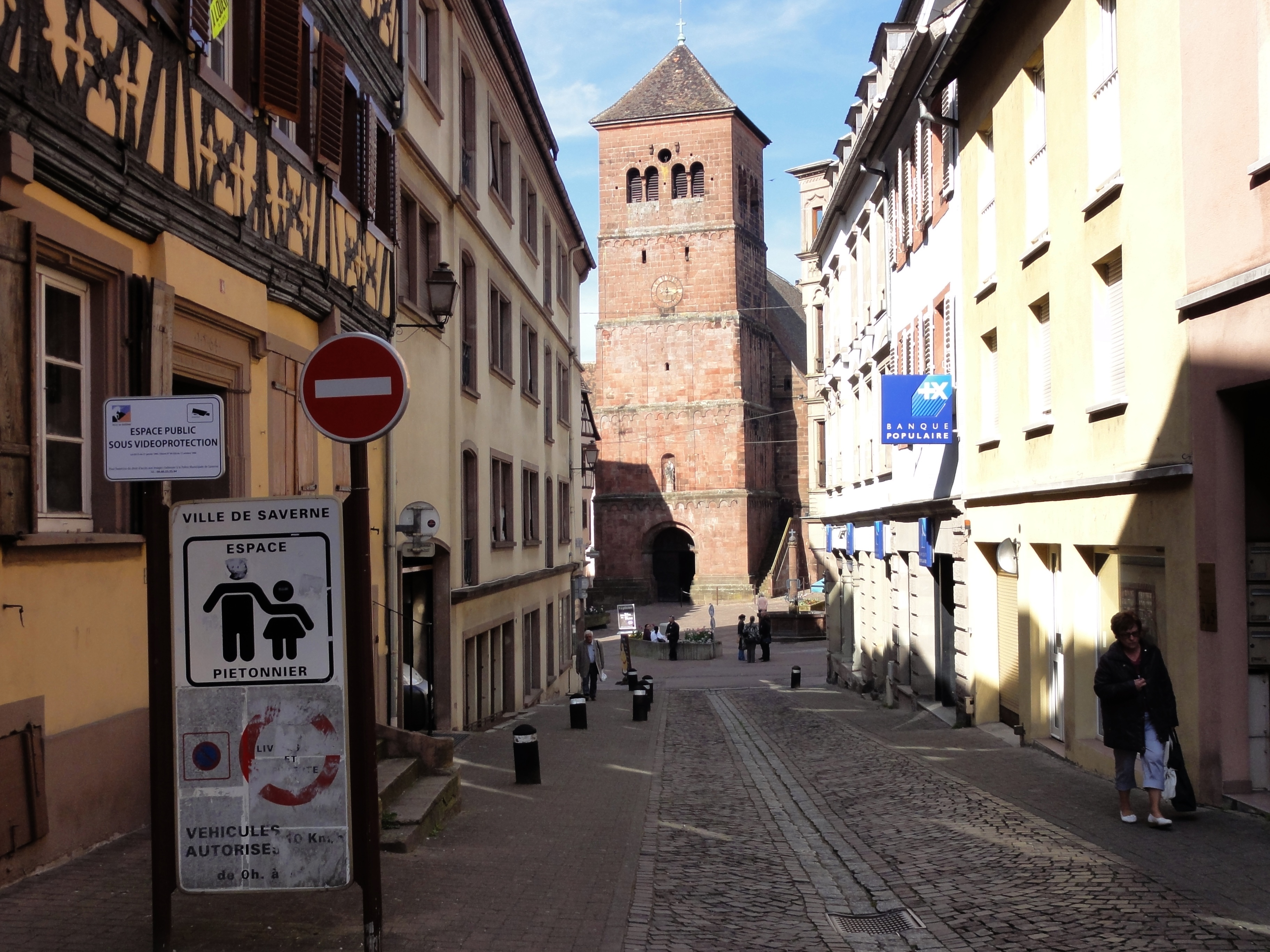
教堂

### 旅游
2020年，萨韦尔讷境内共有5个宾馆共计114间房间，另有1个露营地，可容纳共157辆露营车。

### 媒体
法国主要的媒体均可在萨韦尔讷接收，法国电视三台下属的大东部大区频道在部分时段播出萨韦尔讷所属区域的地方新闻。

## 友好城市
截至2020年5月，萨韦尔讷共与四座城市互为友好城市关系：
- 德国 多瑙埃兴根
- 俄羅斯 波克羅夫
- 英格兰 萊姆斯特
- 波蘭 姆瓦瓦